# 로버트 졸릭
로버트 졸릭(영어: Robert Zoellick, IPA: [ˈzɛlɪk], 1953년 7월 25일 ~ )은 미국의 정치인이다. 조지 W. 부시 행정부의 국무부 차관을 지내다 사임했다. 2007년 5월 30일, 미국 대통령 조지 W. 부시는 그를 폴 월포위츠를 대신할 세계은행 총재로 지목했다. 2007년 6월 29일, 졸릭은 월드뱅크 이사회의 승인을 받아 총재로 임명되었다.
그는 1975년 스와스모어 대학교를 역사학 전공으로 우등 졸업하고 하버드 대학교로 진학하여 하버드 로스쿨에서 J.D.(법무박사) 과정과 하버드 케네디 스쿨에서 M.P.P.(정책학 석사) 과정을 1981년에 마쳤다.